# Czarny blok

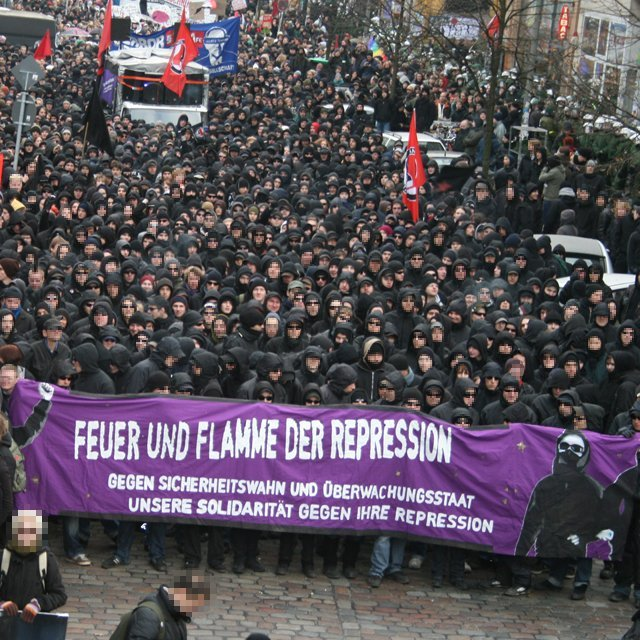
Czarny blok idący na czele demonstracji w Hamburgu w 2007

Czarny blok (ang. Black bloc) – taktyka demonstracji stosowana przez anarchistów i autonomistów, polegająca na ubieraniu się na czarno (kolor towarzyszący postulatom anarchizmu od momentu, gdy czarna flaga stała się symbolem anarchizmu w epoce Komuny Paryskiej) i maskowaniu się w celu utrudnienia identyfikacji przez policję. Od połowy lat 90. taktykę czarnego bloku zaadaptowało wiele grup ekstremistycznych - nacjonaliści i neofaszyści (głównie w krajach Europy Zachodniej). W Polsce taktykę czarnego bloku stosują tzw. autonomiczni nacjonaliści.

## Historia czarnego bloku
W Polsce taktyka ta stosowana była kilkakrotnie, wydawano też pismo anarchistyczne pod tym samym tytułem. Sama nazwa jest często błędnie przypisywana rzekomo istniejącej grupie. Na świecie pierwsze black blocs kojarzone są z niemieckimi autonomistami z początku lat 80. (Schwarzer Block), chociaż taktyka jako taka stosowana była po raz pierwszy w USA, podczas protestów przeciwko ingerencji tychże w wojnie w Zatoce Perskiej (organizacja Love and Rage).

## Taktyka czarnego bloku

### Aspekty zewnętrzne
Czarny blok ubiera się na czarno w sposób możliwie jednolity, ubrania nie powinny mieć na sobie żadnych charakterystycznych pasków, naszywek, napisów. Charakterystyczne są spodnie typu bojówki, wygodne buty lub tzw. glany, bluza z kapturem, czarne czapki z daszkiem (które zakrywają twarz przed kamerami umieszczonymi na wyższym poziomie). Używa się też czapek-kominiarek lub chust, oraz czasem okularów przeciwsłonecznych.

### Sprzęt ochronny
Wobec manifestantów, policja często używa gazu – w związku z tym chronią się oni maskami przeciwgazowymi, maseczkami lub chustami nasączonymi octem lub wodą, oraz okularami. W Niemczech wydano w związku z tym przepisy zabraniające w czasie demonstracji noszenia masek oraz wszelkich środków zmniejszających skuteczność przemocy stosowanej przez policję. Środki takie określane są jako „broń pasywna” (passive Bewaffnung).

### Sprzęt ofensywny
Najpopularniejsza bronią czarnego bloku są kamienie, oraz – rzadziej – koktajle Mołotowa; sporadycznie petardy, świece dymne, pojemniki z farbą, proce, drewniane pałki, metalowe rurki.

### Taktyka policji, odbijanie aresztowanych
W czasie konfrontacji z czarnym blokiem, policja stosuje tzw. snatch squads, czyli oddziały do wyłapywania osób z tłumu. Jest to niewielka, kilku- lub kilkunastoosobowa ekipa, która nagłym i ostrym atakiem rusza w tłum i wyciąga potrzebną im osobę, po czym wycofuje się.
Czarny blok stara się odbijać osoby aresztowane. Blok, według postulatów anarchistów, składać się powinien z tzw. komórek (affinity groups), czyli grup ludzi, którzy się znają i sobie ufają, a nie przypadkowej grupy aktywistów.